# Pidonia palleola
Pidonia palleola är en skalbaggsart som beskrevs av Holzschuh 1991. Pidonia palleola ingår i släktet Pidonia och familjen långhorningar. Inga underarter finns listade i Catalogue of Life.